# Джиммі Роджерс
Джи́ммі Ро́джерс (англ. Jimmy Rogers), справжнє ім'я Джеймс А́ртур Лейн (англ. James Arthur Lane; 3 червня 1924, Рулвіль, Міссісіпі — 19 грудня 1997, Чикаго, Іллінойс) — американський блюзовий співак, гітарист і виконавець на губній гармоніці. Працював з Мадді Вотерсом і Літтл Волтером. Автор блюзових стандартів «That's All Right», «Chicago Bound» і «Walking by Myself».

## Біографія
Джеймс Артур Лейн народився 3 червня 1924 року в Рулвілі, Міссісіпі. Син Роско Лейна і Грозі Джексон. Хлопчика виховувала бабуся після того, як його батько був убитий у бійці на лісопильні. Взяв собі прізвище Роджерс у свого вітчима. У дитинстві часто переїжджав, жив у декількох штатах: Теннессі, Арканзас і Міссісіпі. Його найпершою гітарою була примітивна саморобна діддлі-боу, яка прибивалась цвяхами до краю будинку. Наступним його інструментом стала губна гармоніка. Зустрічався і спостерігав за грою Х'юстона Стекхауса, Томмі Маккленнана, Роберта Петвея, Роберта Локвуда і Джо Віллі Вілкінса, а по радіо слухав передачу «King Biscuit Time».
Родина Роджерса проживала у Чикаго, куди він декілька разів приїздив, але у середині 1940-х оселився там. Він знайшов квартиру в районі Ніер-Вест-сайд, неподалік ринку Максвелл-стріт, де познайомився з працівником заводу, який був кузеном Мадді Вотерса. Близько 1946 року почав грати професійно з Сонні Бой Вільямсоном, Саннілендом Слімом і Біг Біллом Брунзі.
Коли Мадді Вотерс приєднався до нього, Роджерс грав на гармоніці з гітаристом Блу Смітті. Коли Смітті пішов, а на його місце був запрошений Літтл Волтер, тоді Роджерс перейшов на гітару. 1947 року зробив перші записи як соліст на невеликому лейблі Ora-Nelle, потім на Regal і Apollo, однак їхній випуск був скасований.
У 1949 році акомпанував Мадді Вотерсу на Aristocrat (майбутньому Chess) і в 1950 році Літтлу Волтеру на Herald. Власник. 1950 року Роджерс записав дебютний сингл на Chess «That's All Right» (з Волтером і басистом Біг Кроуфордом). За ним вийшли інші записи на Chess: «The World Is in a Tangle», «Money, Marbles and Chalk», «Back Door Friend», «Left Me with a Broken Heart», «Act Like You Love Me», і у 1954 році «Sloppy Drunk» та «Chicago Bound», які стали важливими прикладами чиказького блюзу.
У 1955 році Роджерс залишив Вотерса, аби розпочати сольну кар'єру і записав «You're the One» на Chess. 1957 року вийшла «Walking by Myself» (єдиний сингл Роджерса, що потрапив у чарти) і посіла 14-те місце у чарті R&B Singles журналу «Billboard», на якій зіграв Біг Волтер Гортон на гармоніці. Пісня була адаптацією «Why Not» Ті-Боун Вокера, на якій Роджерс грав на ритм-гітарі у записі на Atlantic у 1955 році. 1957 року акомпанував Санніленду Сліму («It's You Baby»/«Highway 61»), Лі Джексону («Fishin' In My Pond») на Cobra. У 1957–1959 випустив декілька синглів («Rock This House») на Chess, однак лейбл у ці роки став більше орієнтуватися на випуск рок-н-рольної музики Чака Беррі і Бо Діддлі, ніж на блюз.
У 1960-х роках Роджерс практично пішов з музики, володів магазином одягу в районі Вест-сайд, який згорів в період після вбивства Мартіна Лютера Кінга. 1972 року повернувся до студійної роботи на лейбл Shelter Леона Расселла, записавши платівку Gold Tailed Bird (за участю гурту the Aces і Фредді Кінга). 1973 року взяв участь у записі альбому Коко Тейлор Southside Lady у Франції на Black & Blue. Того ж року записав власний альбом на цьому лейблі під назвою That's All Right. Пізніше випустив ще декілька альбомів, зокрема The Dirty Dozens (1985), записаний спільно з Лефт-Хенд Френком і Ludella (1990), який був удостоєний Annual Blues Awards. 1994 року виступив альбоми Feelin' Good (Blind Pig) і Blue Bird (APO), за який здобув нагороду W.C. Handy Blues Awards в категорії «Найкращий альбом традиційного блюзу».
Помер 19 грудня 1997 року у віці 73 років від колоректального раку у лікарні Святого Хреста в Чикаго.

## Визнання

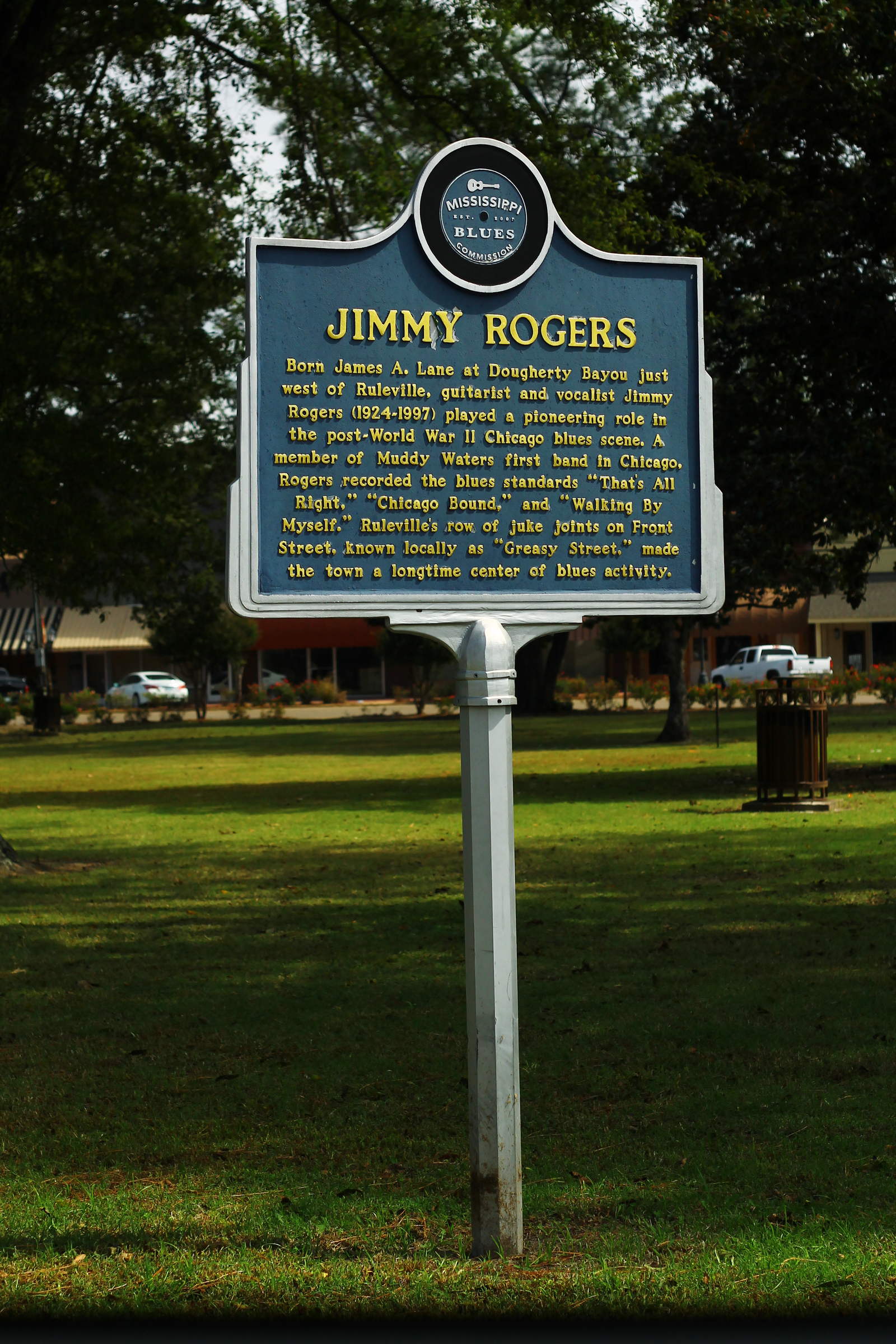
Вказівник «Міссісіпської стежки блюзу» в Рулвіллі, присвячений місцю народження Роджерса

1995 року імʼя музиканта занесено до Зали слави блюзу. 1999 року посмертно вийшов альбом Blues, Blues, Blues, для якого Роджерс записувався з такими музикантами як Ерік Клептон, Тадж Махал, Роберт Плант, Джиммі Пейдж, Мік Джаггер, Кіт Річардс та ін.
У Рулвіллі, в рідному місті Роджерса, був відкритий знак «Міссісіпської стежки блюзу», присвячений музиканту.

## Родина
Батьки — Роско Лейн, мати — Грозі Джексон. У нього було чотири сестри: Августа Браун, Елізабет Браун, Мері Шепп і Гертруда Тейлор. Дружина музиканта — Дороті Лейн. Мав трьох синів: Джиммі-молодший, Джеймс та Віллі і п'ять доньок — Анджела, Жаклін, Мерелін, Дебора і Віра (усі — в Чикаго). На момент смерті у музиканта було 17 онуків. Його син Джиммі Д. Лейн також став музикантом.

## Дискографія

### Альбоми
- Chicago Bound (Chess, 1970)
- Gold Tailed Bird (Shelter, 1973)
- That's All Right (Black and Blue, 1973)
- Chicago Blues (JSP, 1979) з Лефт-Хенд Френком
- I'm Gonna Live In Chicago (Chess Teldec, 1982)
- Stickshift (Teardrop, 1982); з Хіпом Лінкчейном
- Feelin' Good (Murray Brothers, 1983)
- The Dirty Dozens (JSP, 1985); з Лефт-Хенд Френком
- Ludella (Antone's, 1990)
- Walking by Myself (Roots, 1990)
- Feelin' Good (Blind Pig, 1994)
- Blue Bird (APO, 1994)
- Blues, Blues, Blues (Atlantic, 1999)

### Сингли
- «That's All Right»/«Ludella» (Chess, 1950)
- «Going Away Baby»/«Today, Today, Blues» (Chess, 1950)
- «The World Is In a Tangle»/«She Loves Another Man» (Chess, 1951)
- «Money, Marbles and Chalk»/«Chance to Love» (Chess, 1951)
- «I Used to Have a Woman»/«Back Door Friend» (Chess, 1952)
- «The Last Time»/«Out On the Road» (Chess, 1952)
- «Left Me With a Broken Heart»/«Act Like You Love Me» (Chess, 1953)
- «Chicago Bound»/«Sloppy Drunk» (Chess, 1954)
- «Blues All Day Long (Blues Leave Me Alone)»/«You're the One» (Chess, 1955)
- «Walking by Myself»/«If It Ain't Me (Who You Thinking of)» (Chess, 1956)
- «I Can't Believe»/«One Kiss» (Chess, 1956)
- «What Have I Done»/«Trace Of You» (Chess, 1957)
- «Rock This House»/«My Last Meal» (Chess, 1959)
- «Blues Falling»/«Broken Hearted» (C.J., 1972)